# Мазрае-є Кішан
Мазрае-є Кішан (перс. مزرعه كيشان) — село в Ірані, у дегестані Поль-е Доаб, у бахші Заліян, шагрестані Шазанд остану Марказі. За даними перепису 2006 року, його населення становило 130 осіб, що проживали у складі 45 сімей.

## Клімат
Середня річна температура становить 9,56 °C, середня максимальна – 27,52 °C, а середня мінімальна – -11,34 °C. Середня річна кількість опадів – 270 мм.
| Клімат поселення                              | Клімат поселення | Клімат поселення | Клімат поселення | Клімат поселення | Клімат поселення | Клімат поселення | Клімат поселення | Клімат поселення | Клімат поселення | Клімат поселення | Клімат поселення | Клімат поселення | Клімат поселення |
| Показник                                      | Січ.             | Лют.             | Бер.             | Квіт.            | Трав.            | Черв.            | Лип.             | Серп.            | Вер.             | Жовт.            | Лист.            | Груд.            |                  |
| Середній максимум, °C                         | 4,34             | 5,70             | 9,03             | 15,90            | 21,32            | 26,26            | 27,52            | 27,48            | 22,87            | 16,86            | 10,38            | 5,08             |                  |
| Середня температура, °C                       | −3,5             | −2,14            | 1,20             | 8,07             | 13,47            | 18,42            | 22,34            | 22,31            | 17,72            | 11,68            | 5,21             | −0,07            |                  |
| Середній мінімум, °C                          | −11,34           | −9,98            | −6,66            | 0,22             | 5,64             | 10,59            | 17,20            | 17,15            | 12,54            | 6,51             | 0,06             | −5,24            |                  |
| Норма опадів, мм                              | 39               | 37               | 51               | 38               | 34               | 6                | 1                | 1                | 0                | 7                | 23               | 33               |                  |
| Середньомісячна швидкість вітру, м/с          | 1.51             | 2.16             | 2.56             | 2.82             | 2.32             | 2.12             | 2.00             | 1.92             | 1.95             | 1.88             | 1.59             | 1.66             |                  |
| Середньомісячна сонячна радіація, кДж/м²·день | 9161             | 12098            | 14869            | 18320            | 22337            | 27047            | 25973            | 24213            | 21325            | 15766            | 11035            | 8970             |                  |
| --------------------------------------------- | ---------------- | ---------------- | ---------------- | ---------------- | ---------------- | ---------------- | ---------------- | ---------------- | ---------------- | ---------------- | ---------------- | ---------------- | ---------------- |
| Джерело:                                      |                  |                  |                  |                  |                  |                  |                  |                  |                  |                  |                  |                  |                  |